# Arangina cornigera
Espèce
Synonymes
- Dictyna cornigera Dalmas, 1917
- Dictyna nigella Dalmas, 1917
- Dictyna decolora Chamberlain, 1946

Arangina cornigera est une espèce d'araignées aranéomorphes de la famille des Dictynidae.

## Distribution
Cette espèce est endémique de Nouvelle-Zélande.

## Publication originale
- Dalmas, 1917 : Araignées de Nouvelle-Zélande. Annales de la Société Entomologique de France, vol. 86, p. 317-430 (texte intégral).